# Фридрих Вилхелм фон Салм
Фридрих Вилхелм фон Салм (на немски: Friedrich Wilhelm von Salm; * 11 ноември 1644; † 24 май 1706) е граф на Салм-Даун и вилд- и рейнграф в Рейнграфенщайн (до Бад Кройцнах в Рейнланд-Пфалц), Вилденбург и първият рейнграф на Гаугревайлер.

## Произход
Той е третият син на вилд и рейнграф Адолф фон Салм-Грумбах-Рейнграфенщайн, Гревайлер и Щайн (1614 – 1668) и съпругата му Анна Юлиана фон Салм-Даун-Щайн (1622 – 1667), дъщеря на вилд- и рейнграф Волфганг Фридрих фон Салм-Даун (1589 – 1638) и графиня Елизабет фон Золмс-Браунфелс (1593 – 1637). Брат е на Георг Фридрих (1641 – 1687), граф на Салм, вилд и рейнграф в Грумбах, неженен, Леополд Филип Вилхелм фон Салм-Грумбах (1642 – 1719), граф на Салм, вилд и рейнграф в Грумбах (1644 – 1706), и Йохан Георг (1647 – 1687), неженен.
Фридрих Вилхелм фон Салм умира на 24 май 1706 г. на 61 години.

## Фамилия
Фридрих Вилхелм фон Салм се жени на 25 юли 1684 г. за графиня Луиза Шарлота фон Лайнинген-Вестербург-Риксинген (* 4 април 1654; † 5 април 1724), дъщеря на граф Лудвиг Еберхард фон Лайнинген-Вестербург-Риксинген (1624 – 1688) и графиня графиня Шарлота фон Насау-Саарбрюкен и Саарверден (1619 – 1687). Те имат шест деца:
- Юлиана Шарлота Вилхелмина фон Рейнграфенщайн-Гаугревайлер (* 5 юли 1685; † 5 юни 1687)

- Йохан Карл Лудвиг фон Салм-Рейнграфенщайн (* 20 юни 1686; † 21 октомври 1740), вилд и рейнграф в Рейнграфенщайн, Гаугревайлер, Даун, Кирбург, Щайн, женен на 1 септември 1713 г. за графиня София Магдалена фон Лайнинген-Дагсбург-Фалкенбург (* 14 април 1691; † 18 март 1727)
- Шарлота Фридерика фон Рейнграфенщайн-Гаугревайлер (1687 – 1687)
- Доротея Елизабет фон Рейнграфенщайн-Гаугревайлер (1689 – 1689)
- Фридрих Вилхелм фон Рейнграфенщайн-Гаугревайлер (1689 – 1689)
- Ото Фридрих фон Рейнграфенщайн-Гаугревайлер (* 6 януари 1692; † 24 януари 1713), вилд и рейнграф в Рейнграфенщайн